# ハイタッチ☆メモリー
「ハイタッチ☆メモリー」は、日本の声優・歌手である小倉唯の楽曲にして彼女の6枚目のシングル。ピアニストの高尾奏之介が作曲を手掛けており、テレビアニメ『カードファイト!! ヴァンガードG ストライドゲート編』（以下『ストライドゲート編』）のエンディングテーマに起用されている。

## 音楽性
「ハイタッチ☆メモリー」は元々『ストライドゲート編』とのタイアップが決まっており、物語のシリアスな内容を意識しすぎず、アニメの放送時間帯である日曜日の朝の眠気を覚ますようなポップな楽曲になるように制作されている。一方で作詞は物語を意識して行われており、「仲間と一緒に外に飛び出そう」というイメージが表現されている。レコーディングはメロディーラインのアクセントや音の強弱に留意し、インパクトがでるように行われた。
ミュージック・ビデオはグアムで撮影が行われ、小倉がプールサイドで歌とダンスをする内容になっている。また、ジャケットは「ハイタッチ☆メモリー」の歌詞や世界観を基に制作されている。

## リリース
2016年5月18日にキングレコードより発売された。小倉のシングルとしては前作『Honey♥Come!!』以来約9ヶ月ぶりのリリースとなる。販売形態は期間限定盤（KICM-91667）と通常盤（KICM-1668）の2種類で、期間限定盤には「ハイタッチ☆メモリー」のミュージック・ビデオとそのメイキング映像を収録したDVDが同梱されている。
カップリング曲の「TO BE ALIVE」は、小倉が主人公で出演するPlayStation 4・PlayStation Vita専用ソフト『サモンナイト6 失われた境界たち』の主題歌に起用された楽曲で、ゲームの特徴であるケルト音楽をベースに作詞・作曲が行われている。

## シングル収録内容

### 期間限定版
| #         | タイトル                                  | 作詞           | 作曲       | 編曲      | 時間  |
| --------- | ----------------------------------------- | -------------- | ---------- | --------- | ----- |
| 1.        | 「ハイタッチ☆メモリー」                   | ワタナベハジメ | 高尾奏之介 | 奈良悠樹  | 4:17  |
| 2.        | 「TO BE ALIVE」                           | 磯谷佳江       | 駒形めぐみ | 菊谷知樹  | 4:25  |
| 3.        | 「ハイタッチ☆メモリー（off vocal ver.）」 |                |            |           | 4:16  |
| 4.        | 「TO BE ALIVE （off vocal ver.）」        |                |            |           | 4:23  |
| 合計時間: | 合計時間:                                 | 合計時間:      | 合計時間:  | 合計時間: | 17:23 |

| #  | タイトル                             | 作詞 | 作曲・編曲 |
| -- | ------------------------------------ | ---- | ---------- |
| 1. | 「ハイタッチ☆メモリー」(MUSIC VIDEO) |      |            |
| 2. | 「ハイタッチ☆メモリー」(MAKING)      |      |            |

### 通常盤
| #         | タイトル                                  | 作詞           | 作曲       | 編曲      | 時間  |
| --------- | ----------------------------------------- | -------------- | ---------- | --------- | ----- |
| 1.        | 「ハイタッチ☆メモリー」                   | ワタナベハジメ | 高尾奏之介 | 奈良悠樹  | 4:17  |
| 2.        | 「TO BE ALIVE」                           | 磯谷佳江       | 駒形めぐみ | 菊谷知樹  | 4:25  |
| 3.        | 「ハイタッチ☆メモリー（TV size）」        |                |            |           | 1:33  |
| 4.        | 「TO BE ALIVE （GAME Size）」             |                |            |           | 1:49  |
| 5.        | 「ハイタッチ☆メモリー（off vocal ver.）」 |                |            |           | 4:16  |
| 6.        | 「TO BE ALIVE （off vocal ver.）」        |                |            |           | 4:23  |
| 合計時間: | 合計時間:                                 | 合計時間:      | 合計時間:  | 合計時間: | 20:45 |

## チャート
| チャート                                            | 最高 順位 | 出典   |
| --------------------------------------------------- | --------- | ------ |
| 日本・オリコン 週間CDシングルランキング             | 9         | [ 2 ]  |
| 日本・オリコン 月間CDシングルランキング 2016年5月度 | 35        | [ 8 ]  |
| Billboard Japan Hot 100                             | 25        | [ 9 ]  |
| Billboard Japan Hot Animation                       | 9         | [ 10 ] |
| Billboard Japan Hot Singles Sales                   | 10        | [ 11 ] |

## 収録アルバム
| 曲名                | 収録アルバム                                                        | 発売日        |
| ------------------- | ------------------------------------------------------------------- | ------------- |
| ハイタッチ☆メモリー | 『Vanguard Best Album 3「カードファイト!!ヴァンガードG」主題歌集I』 | 2017年2月22日 |
| ハイタッチ☆メモリー | 『Cherry Passport』                                                 | 2017年7月26日 |